# دریاچه تکسوما
دریاچهٔ تکسوما (به انگلیسی: Lake Texoma) یکی از دریاچه‌های آب شیرین واقع در ایالت تگزاس ایالات متحدهٔ آمریکا است.